# Federico Gatti
Federico Gatti (* 24. června 1998 Rivoli, Itálie) je italský fotbalista, který hraje na pozici obránce za italský klub Juventus a za italskou reprezentaci.

## Klubová kariéra
Gatti započal profesionální kariéru v Italském klubu Verbania. Poté jako volný hráč odešel do Pro Partria . 

## Přestupy
- z Pro Patria do Frosinone za 150 000 Euro
- z Frosinone do Juventus za 9 000 000 Euro

## Statistika

### Klubová
| Sezóna             | Klub               | Liga               | Liga   | Liga | Domácí poháry | Domácí poháry | Domácí poháry | Kontinentální poháry | Kontinentální poháry | Kontinentální poháry | Celkem | Celkem |
| Sezóna             | Klub               | Soutěž             | Zápasy | Góly | Soutěž        | Zápasy        | Góly          | Soutěž               | Zápasy               | Góly                 | Zápasy | Góly   |
| ------------------ | ------------------ | ------------------ | ------ | ---- | ------------- | ------------- | ------------- | -------------------- | -------------------- | -------------------- | ------ | ------ |
| 2014/15            | Pavarolo           | Promozione         | 4      | 0    | -             | 0             | 0             | -                    | 0                    | 0                    | 4      | 0      |
| 2015/16            | Pavarolo           | Promozione         | 27     | 3    | -             | 0             | 0             | -                    | 0                    | 0                    | 27     | 3      |
| 2016/17            | Saluzzo            | Eccellenza         | 4      | 0    | -             | 0             | 0             | -                    | 0                    | 0                    | 4      | 0      |
| 2017               | Pavarolo           | Eccellenza         | 15     | 5    | -             | 0             | 0             | -                    | 0                    | 0                    | 15     | 5      |
| 2017/18            | Pavarolo           | Eccellenza         | 32     | 7    | -             | 0             | 0             | -                    | 0                    | 0                    | 32     | 7      |
| Celkem za Pavaralo | Celkem za Pavaralo | Celkem za Pavaralo | 78     | 15   | -             | 0             | 0             | -                    | 0                    | 0                    | 78     | 15     |
| 2018/19            | Verbania           | Eccellenza         | 29     | 3    | -             | 0             | 0             | -                    | 0                    | 0                    | 29     | 3      |
| 2019/20            | Verbania           | Serie D            | 22     | 3    | -             | 0             | 0             | -                    | 0                    | 0                    | 22     | 3      |
| Celkem za Verbanii | Celkem za Verbanii | Celkem za Verbanii | 51     | 6    | -             | 0             | 0             | -                    | 0                    | 0                    | 51     | 6      |
| 2020/21            | Pro Patria         | Serie C            | 34+1   | 1    | IP            | 1             | 0             | -                    | 0                    | 0                    | 36     | 1      |
| 2021/22            | Frosinone          | Serie B            | 35     | 5    | IP            | 1             | 0             | -                    | 0                    | 0                    | 36     | 5      |
| 2022/23            | Juventus           | Serie A            | 18     | 0    | IP            | 2             | 0             | LM+EL                | 2+5                  | 0+2                  | 27     | 2      |
| 2023/24            | Juventus           | Serie A            | 32     | 4    | IP            | 4             | 0             | -                    | 0                    | 0                    | 36     | 4      |
| 2024/25            | Juventus           | Serie A            | 30     | 1    | IP+IS         | 2+1           | 0             | LM                   | 9                    | 0                    | 42     | 1      |
| Celkem za Juventus | Celkem za Juventus | Celkem za Juventus | 80     | 5    | -             | 9             | 0             | -                    | 16                   | 2                    | 105    | 7      |
| Celkově            | Celkově            | Celkově            | 283    | 32   | -             | 11            | 0             | -                    | 16                   | 2                    | 310    | 34     |

### Reprezentační

#### Statistika na velkých turnajích
| Itálie | ME 2024 | Neodehrál žádné z 4 utkání |

## Úspěchy

### Klubové

#### Národní
- vítěz italského poháru (1x)

Juventus: 2023/24

### Reprezentační
- 1× na ME (2024)

### Individuální
- 1× Nejlepší fotbalista 2. italské ligy (2022)